# William G. Hardwick
William Guy Hardwick (* 30. Mai 1910 in Hartford, Geneva County, Alabama; † 15. Januar 1993) war ein US-amerikanischer Politiker. Hardwick gehörte der Demokratischen Partei an.
Der Sohn von William und Emma (geborene Corbitt) Hardwick ging zuerst auf die öffentliche Schule von Hartford. Nachdem er 1928 die Highschool verlassen hatte, studierte er an der University of Alabama. 1933 beendete er sein Studium und begann noch im selben in Dothan als Anwalt zu praktizieren. 
1938 zog Hardwick als Abgeordneter in das Repräsentantenhaus von Alabama ein. 1942 wurde er wiedergewählt, gab jedoch kurz nach der Wahl seinen Sitz zugunsten eines Platzes in der US Air Force auf. Schnell wurde er in den Rang eines Second Lieutenant erhoben, danach arbeitete er als Lehrer für Militärgesetz an der Officers' Training School in Miami. Am 25. Dezember 1945 quittierte Hardwick seinen Dienst im Rang eines Majors.
Im Jahr darauf wurde er für das Henry und das Houston County Mitglied im Senat von Alabama. Im Jahr 1954 wurde er zum Vizegouverneur des Bundesstaates Alabama gewählt und behielt dieses Amt für eine Legislaturperiode.
Hardwick war seit dem 18. September 1936 mit Dorothy Creel verheiratet.